# 山美街道
山美街道，是中华人民共和国广东省茂名市高州市下辖的一个乡镇级行政单位，成立于1995年4月，是高州市城区的东大门，总面积39平方公里，总人口2.3万人。

## 基础设施
- 车站：高州站
- 医院：茂名农垦医院、高州市妇幼保健院（建设中）
- 学校：高州市第二中学

## 行政区划
山美街道下辖以下地区：
城东社区、山美村、云径村、苍地村、杨郡村、官杨村和同进村。